# Llebre de la Patagònia
La llebre de la Patagònia (Dolichotis patagonum) és una espècie de rosegador de la família Caviidae, també conegut com a mara patagona o llebre criolla encara que no pertany a l'ordre de les llebres (lagomorfs).
És relativament gran, amb un pes mitjana és de 8 kg, amb exemplars de fins a 16 kg.

## Hàbitat
Viu a la Patagònia, regió sud de l'Argentina i Xile, especialment en estepes semiàrides i deserts d'arbusts espinosos. L'hàbitat es troba reduït amb relació a l'extensió original, aproximadament en els 28°S i 50°S, amb especial reducció d'individus a la regió costanera, a causa de la relativa major urbanització.